# Monte Brancastello
Il monte Brancastello (2387 ml s.l.m.) è una cima del massiccio montuoso del Gran Sasso d'Italia, posta sulla dorsale più orientale del massiccio lungo la linea di cresta che congiunge monte Aquila a monte Prena e monte Camicia,  ricadendo nei territori dei comuni di Isola del Gran Sasso d'Italia e L'Aquila, a cavallo tra le provincia dell'Aquila e di Teramo.

## Descrizione

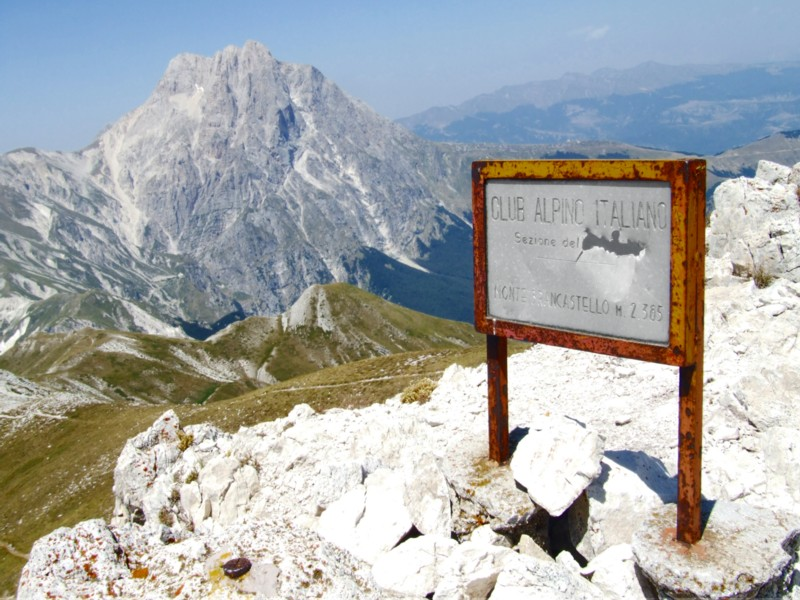
Il Corno Grande dalla vetta del Brancastello

Geomorfologicamente caratterizzato da una cresta abbastanza lunga, che segna il confine tra la provincia dell'Aquila a ovest, dominata da Campo Imperatore, e la provincia di Teramo a est, ai piedi del versante più aspro e a maggior dislivello, sul quale è posto il Rifugio Nicola D'Arcangelo. 
Fenomeni di erosione hanno prodotto calanchi su entrambi i versanti.
La cresta è percorsa dal cosiddetto sentiero del Centenario, una traversata panoramica da Vado di Corno a Fonte Vetica che collega le principali vette meridionali del massiccio del Gran Sasso. Dalla cima la vista spazia da una parte sull'intera provincia di Teramo con il mar Adriatico all'orizzonte, dall'altra su Campo Imperatore e altre cime del Gran Sasso, con un colpo d'occhio particolare verso il "paretone" del Corno Grande. 
La vetta si raggiunge facilmente da Vado di Corno sia provenendo da Campo Imperatore che dal versante teramano.